# 亀菊
亀菊（かめぎく、生没年未詳）は、鎌倉時代前期の白拍子。後鳥羽上皇の愛妾。伊賀局とも。『承久記』によると、佐目牛西洞院（平安京の小路と大路）の住人で、父は刑部丞。
江口の遊女であったと見られ、この地域と関連のある摂津国長江・椋橋（大阪府豊中市）の荘園を上皇より与えられる。鎌倉で上皇と良好な関係を持っていた鎌倉幕府3代将軍源実朝が暗殺されると、幕府は上皇の親王を新たな将軍として鎌倉へ迎えることを要請した。上皇は亀菊の所領である両荘の地頭が領主の命令を聞かないので免職にして地頭を廃止せよと要求して、幕府に譲歩を迫る。幕府は上皇の要求を拒否して両者の交渉は決裂、この亀菊の所領問題を絡めた将軍東下問題は、上皇と幕府の関係を悪化させ、2年後の承久の乱の一因となる。
『承久記』流布本によると、亀菊は乱後の上皇の隠岐島配流に同行したという。